# Melanodryas
Melanodryas é um género de ave da família Petroicidae.
Este género contém as seguintes espécies:
- Melanodryas cucullata
- Melanodryas vittata